# Sedia gestatoria

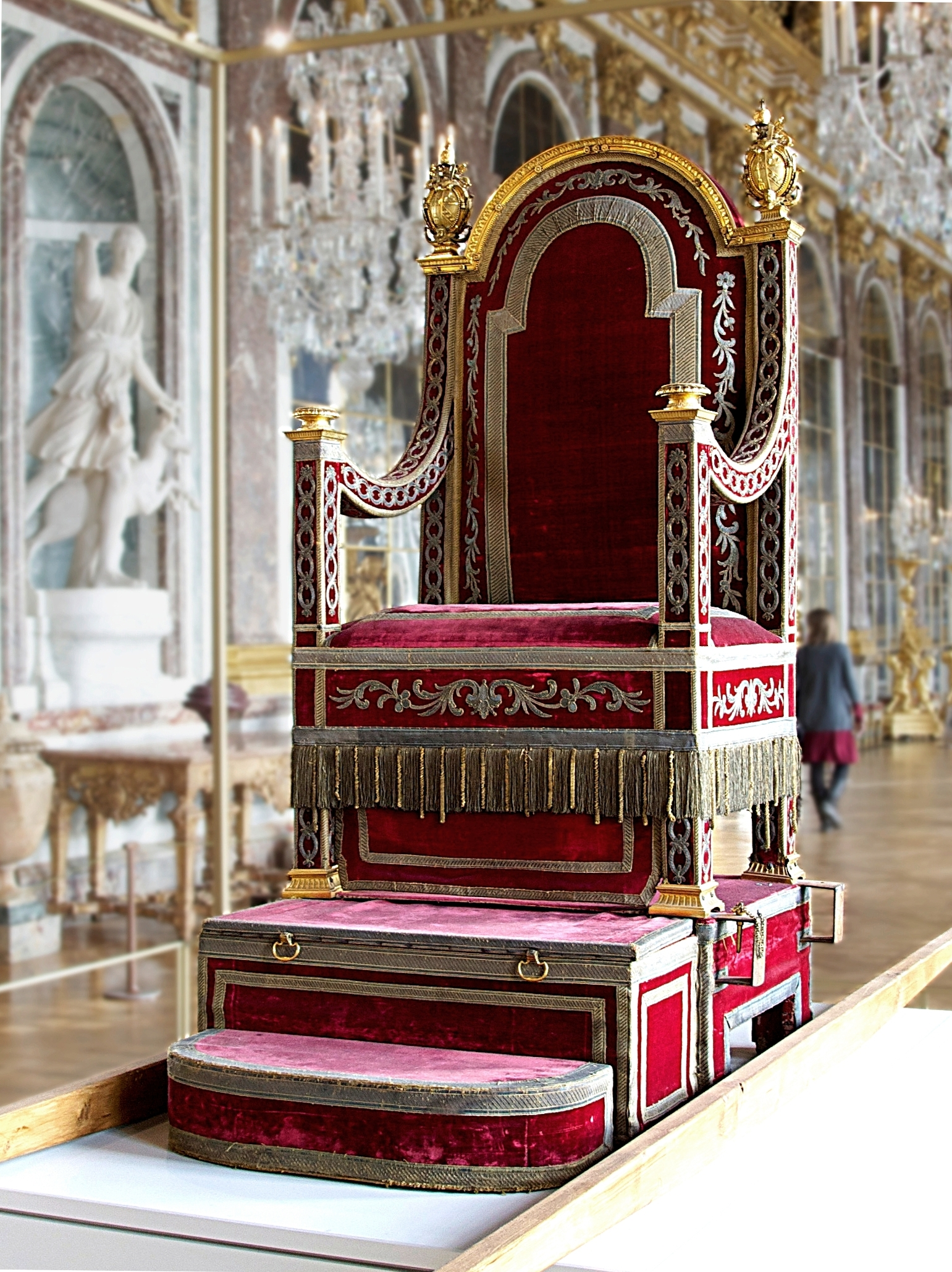
La sedia gestatoria di papa Pio VII esposta in una mostra storica al Palazzo di Versailles.

La sedia gestatoria era il trono mobile sul quale il Papa veniva portato a spalla per poter essere visto più facilmente dai fedeli durante le cerimonie pubbliche. Si tratta di una grossa poltrona fissata sopra una base dotata di anelli con stanghe laterali, rimovibili, che permettevano a dodici dignitari, detti sediari pontifici, di portare il trono a spalla.
Erano in uso diverse sedie gestatorie, anche di dimensioni minori, utilizzate per le celebrazioni meno solenni e sorrette da soli otto sediari. 

## Origine
Le origini della sedia gestatoria, così come quelle di altri troni a spalla, sono incerte e affondano nei secoli: la più antica rappresentazione di un sovrano portato in sedia gestatoria risale alla I dinastia egizia (3150 a.C. al 2925 a.C.) in occasione della celebrazione solenne di Heb-Sed, solennità rituale commemorativa del trentesimo anniversario del regno del faraone.
Secondo altre fonti, la tradizione di portare in trionfo il Pontefice appena eletto, e, in alcuni paesi, anche i vescovi fino alla loro chiesa durante la cerimonia della presa di possesso della cattedra, risale forse all'Impero bizantino, dove l'imperatore veniva trasportato in maniera simile, oppure ha un collegamento con l'uso degli antichi romani della sedia curulis, sulla quale venivano portati i consoli appena eletti attraverso la città.
Magno Felice Ennodio, vescovo di Pavia morto nel 521, annota nel suo Apologia pro Synodo l'esistenza di una «gestatoriam sellam apostolicae confessionis», alludendo alla cattedra di San Pietro, ancora oggi conservata nel coro della basilica omonima a Roma. Si tratta di una poltrona con braccioli in legno, decorata da intarsi in avorio, che ha anch'essa due anelli per ogni lato in modo da poter inserire le stanghe ed essere trasportata a spalla.

## Utilizzo

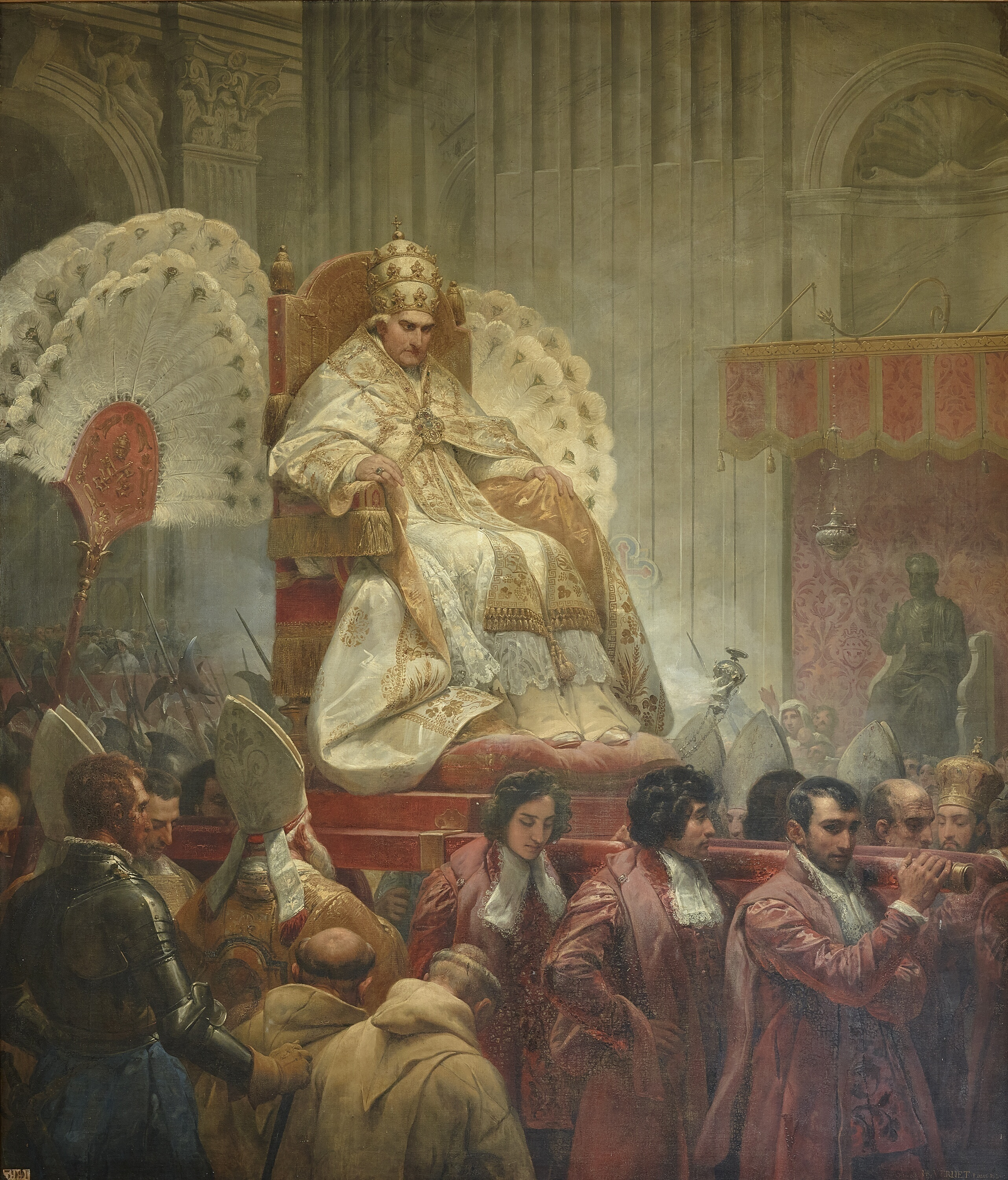
Il solenne ingresso in San Pietro di papa Pio VIII sulla sedia gestatoria

La sedia gestatoria veniva utilizzata, sotto la direzione del Foriere maggiore, soprattutto in occasione delle cerimonie solenni, quali l'incoronazione del nuovo Papa (a partire, sembra, dal XVI secolo) fin quando la cerimonia di incoronazione stessa è stata abolita oltre alle entrate solenni in San Pietro o in piazza e i concistori pubblici. Spesso era accompagnata dai flabelli su entrambi i lati, dal baldacchino, dai mazzieri e dai diversi componenti della corte pontificia.
Oltre a queste occasioni, a seconda dei tempi e dei pontefici, la sedia gestatoria venne utilizzata senza flabelli e senza baldacchino in altri diversi avvenimenti, anche meno solenni, come udienze e incontri con i fedeli, allo scopo di rendere meglio visibile a tutti il Papa. Esistono anche diversi tipi di sedie gestatorie, più o meno ricche, a seconda della solennità del momento in cui venivano utilizzate.
Un particolare tipo di sedia gestatoria era costituita dal talamo, utilizzato dal pontefice durante la processione del Corpus Domini: il talamo era costituito da una base dotata di anelli ai lati, nei quali infilare le stanghe, e aveva un piccolo palco sul quale montare un ostensorio ed uno sgabello. Il Papa sedeva sullo sgabello e il grande manto papale veniva avvolto attorno al supporto dell'ostensorio. In questo modo il pontefice appariva come inginocchiato in adorazione del santissimo sacramento e veniva portato processionalmente in piazza San Pietro.
Inoltre esiste il cataletto, costituito da un piano dotato di stanghe laterali sul quale ancora oggi il corpo del pontefice defunto viene trasportato a spalla dai Sediari.

## Sediari pontifici

Giovanni Paolo I, ultimo papa a mostrarsi sulla sedia gestatoria.

I Sediari pontifici, ossia coloro incaricati di portare il Papa in sedia gestatoria, sono un antico Collegio di laici appartenenti all'Anticamera pontificia, operante in Vaticano fin dal XIV secolo.
Fino agli anni settanta del novecento i sediari indossavano un costume in seta damascata di colore cremisi, che la tradizione vuole far risalire a Raffaello Sanzio, come testimoniato da alcuni suoi bozzetti. Il colore cremisi, scelto per la loro divisa, rappresentava il sangue versato dai martiri cristiani su cui la Chiesa poggia. Infatti, durante le funzioni in cui veniva trasportato il Papa in sedia gestatoria, veniva riprodotto questo simbolismo: il Papa rappresentava tutta la Chiesa, che avanzava sulla barca di Pietro (la sedia gestatoria), sorretta dal sangue versato dai martiri (i sediari in divisa cremisi).
Fino alla presa di Roma del 1870 i sediari erano anche armati di spada dritta con fodero rivestito in velluto cremisi con elsa e puntale dorato, mentre, fino al 1950, indossavano un classico copricapo a bicorno di colore nero con coccarda, fascia e bottone in seta, sempre neri. La divisa era completata da una zimarra, sempre di colore rosso, e da un ferraiolo, detto gergalmente "mantellone", di colore nero bordato da tre fasce di seta marezzata rossa, indicanti la loro dignità nella Corte pontificia.
L'attuale divisa dei sediari, entrata in vigore nel 1972 in sostituzione di quella antica, è di colore grigio-violetto ed è costituita da una giacca lunga fino al ginocchio e da un gilet grigio. Sulla camicia bianca viene indossato un caratteristico "collare" d'argento raffigurante la tiara papale con le chiavi decussate, e la dicitura "Anticamera Pontificia", sorretto, al centro del petto, per mezzo di quattro catene. Completano la divisa la cravatta a farfalla sullo sparato inamidato ed i guanti bianchi.
Il decano di sala e il sottodecano, a differenza dei loro colleghi, vestono la marsina nera con sparato bianco e mantello nero a ruota. Il loro collare, anziché in argento, è dorato. Fino al 1972 indossavano un costume di foggia rinascimentale, sempre di colore nero, ma caratterizzato da un gonnellino plissettato indossato al di sopra di larghi pantaloni alla zuava e marsina nera decorata, ai polsi, da risvolti in pizzo di Cantù bianchi.

## Dismissione

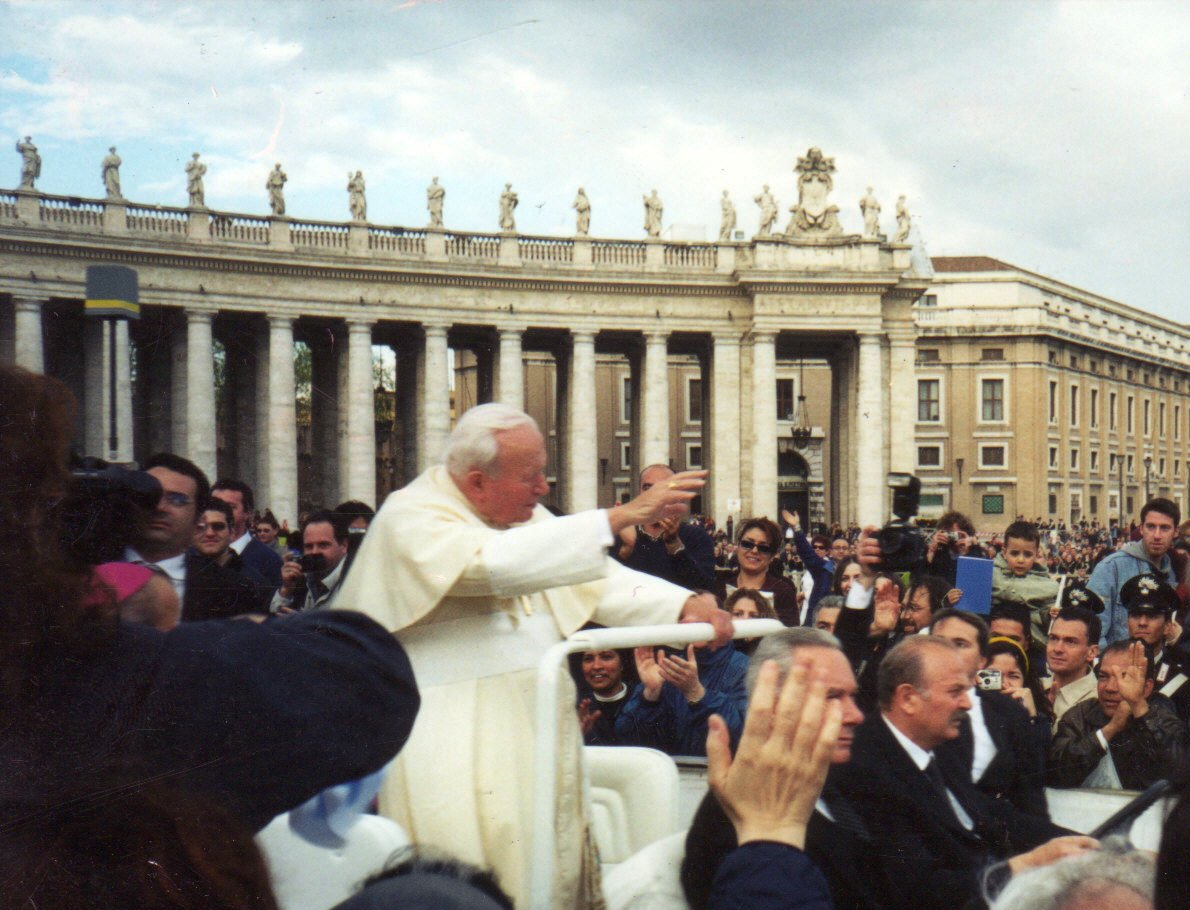
Giovanni Paolo II a bordo della papamobile in piazza San Pietro

Dal 1978, a partire dal pontificato di Giovanni Paolo II, l'utilizzo della sedia gestatoria è stato abbandonato. Nonostante le forti pressioni che il pontefice ricevette, soprattutto dalla parte più tradizionalista della curia, papa Wojtyła non la volle utilizzare nemmeno per la cerimonia di insediamento. Già in precedenza Paolo VI, che abolì molti costumi tradizionali della Chiesa cattolica, come l'uso della tiara papale, espresse alcune riserve circa la funzione della sedia gestatoria e ne ridusse l'utilizzo, eliminando al tempo stesso gran parte della corte pontificia. Giovanni Paolo I, che inizialmente aveva deciso di sospenderne l'uso, fu convinto a riutilizzarla per essere più visibile alla folla dei fedeli.

### La papamobile e la pedana mobile

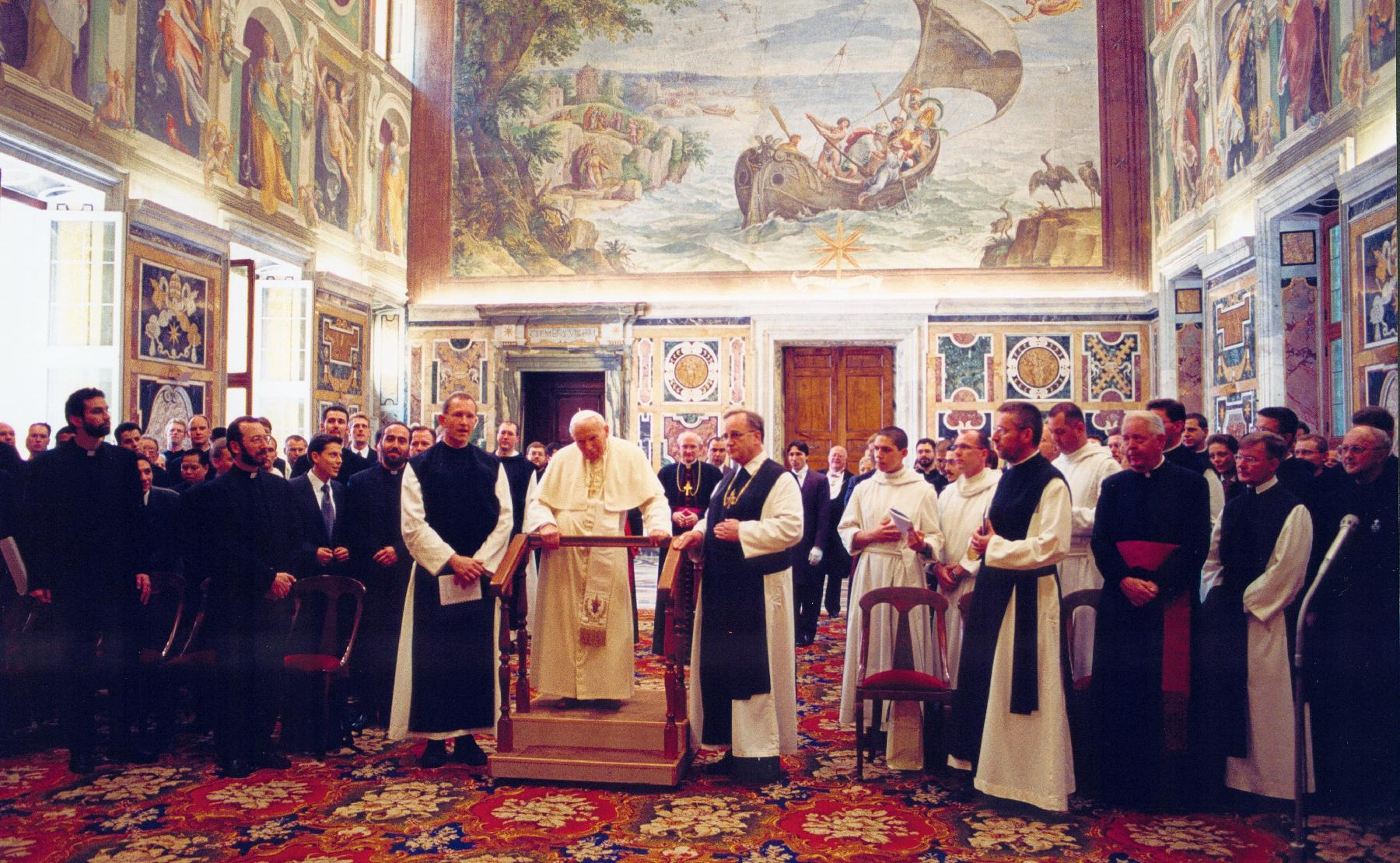
La pedana mobile utilizzata da Giovanni Paolo II

Papa Giovanni Paolo II sostituì definitivamente la sedia gestatoria con la papamobile (già in uso negli ultimi anni del pontificato di Paolo VI), una speciale autovettura che permette una buona visibilità del pontefice ed ha il vantaggio di aumentarne la sicurezza.
Dal 2000 Giovanni Paolo II, a causa del peggiorare delle sue condizioni di salute, iniziò ad essere trasportato su una pedana mobile nei vari ambienti del palazzo apostolico o durante le cerimonie e udienze.
Papa Benedetto XVI, quando cominciò ad avvertire problemi all'anca destra per un'artrosi, riutilizzò la pedana mobile del suo predecessore a partire dal 16 ottobre 2011. I suoi collaboratori più stretti gli proposero di ripristinare la sedia gestatoria, ma Benedetto XVI declinò la proposta in quanto considerata anacronistica rispetto ai tempi moderni e scarsamente pratica.

## Galleria d'immagini

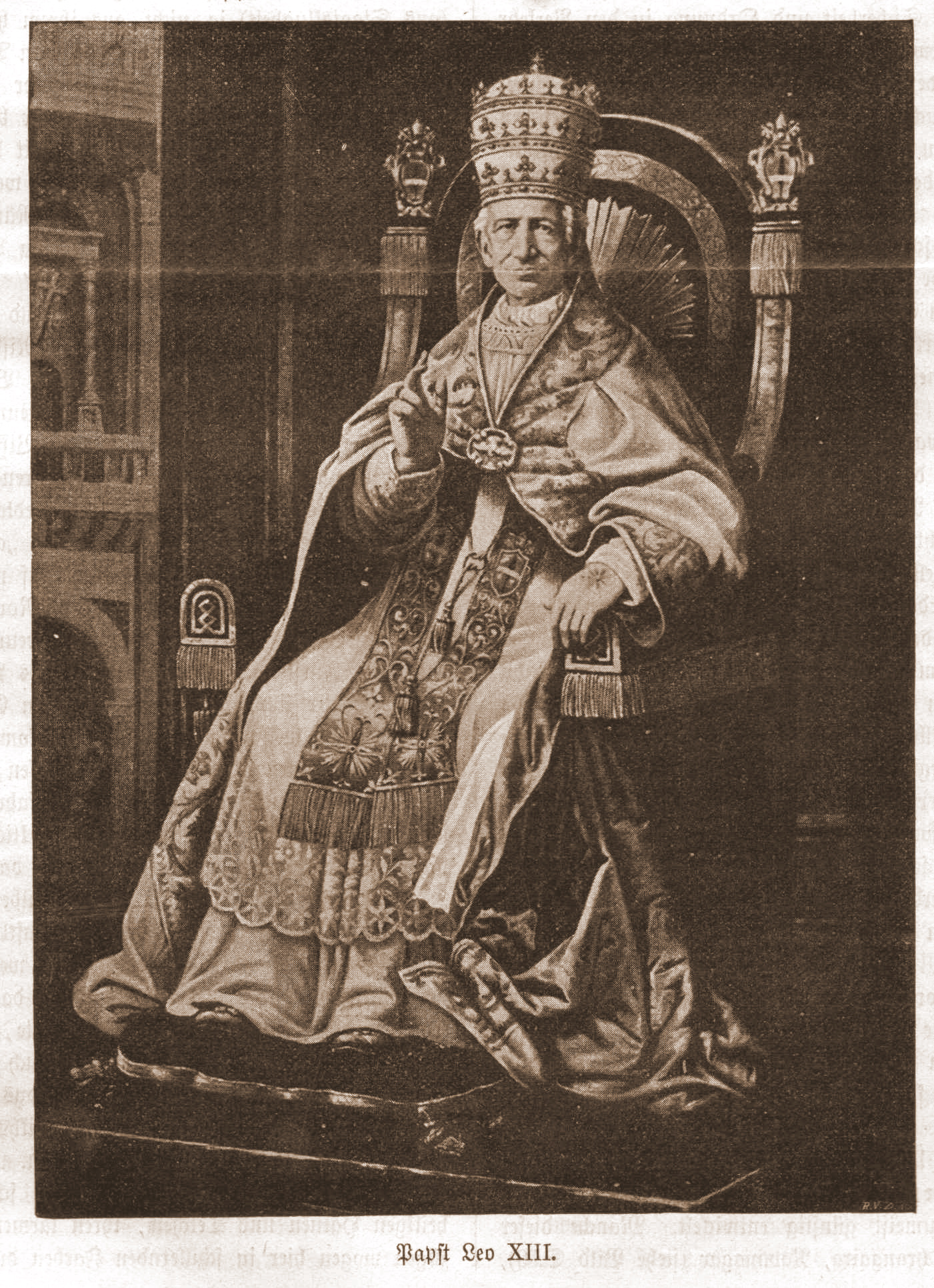
Leone XIII in sedia gestatoria
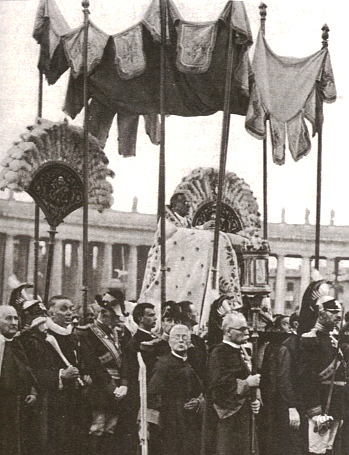
Pio XI sul talamo.
Pio XII in piedi in sedia gestatoria.
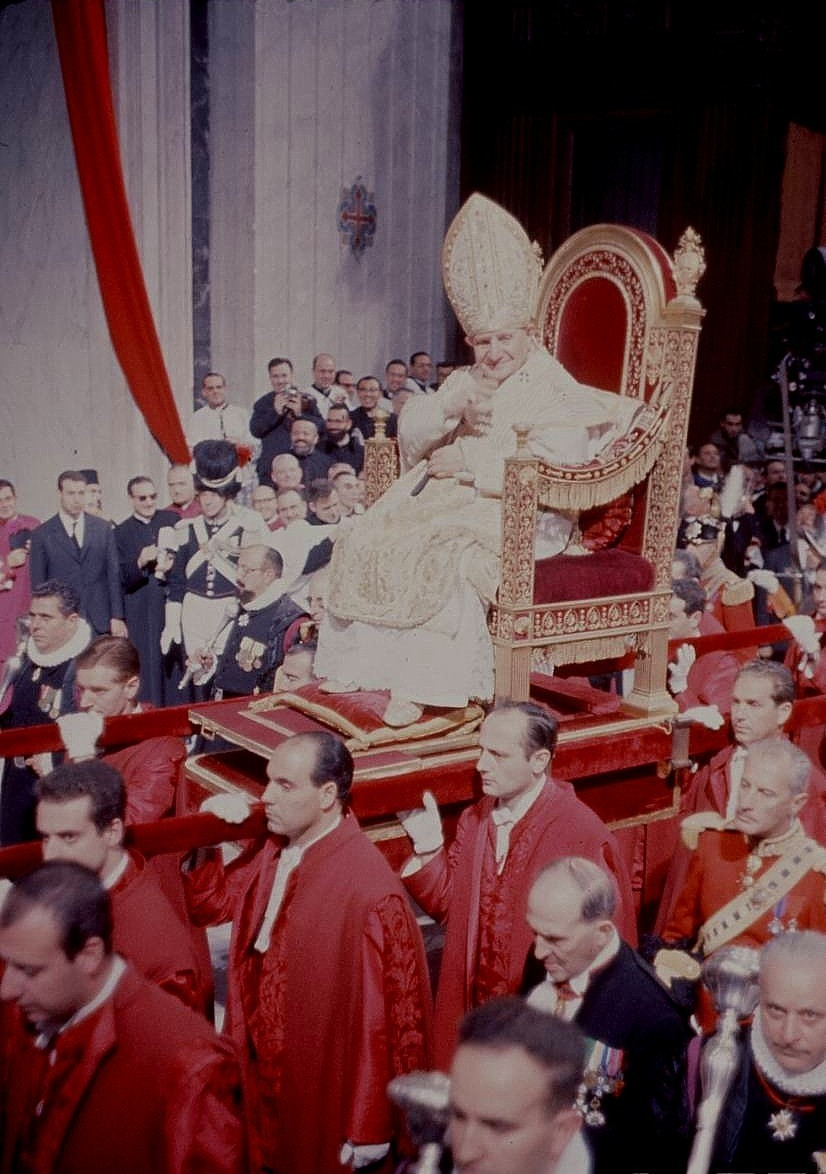
Giovanni XXIII in sedia gestatoria.
Una sedia gestatoria e alcuni sediari (le stanghe laterali della sedia sono state rimosse).
Paolo VI in sedia gestatoria.